# Carol Heller
Carol Heller es la actual vocalista de la banda California de punk "Get The Girl" y de la banda "Goodbye Radar".Donde en "Get the girl"; todas sus integrantes son mujeres.La alineación de "Get The Girl" es la siguiente: Janice Struna (guitarra), Caryn Hoffert (bajo) Kristen Bartkowski (batería) y Carol (voz y guitarra).
Durante parte del 2005 participó como guitarrista y vocalista de la banda +44 con los Blink 182 Mark Hoppus (bajista y vocalista) y Travis Barker (batería), quienes decidieron montar la nueva banda en Inglaterra después de que Tom DeLonge deja blink-182 por cuestiones personales. Barker la conocía desde hacía mucho tiempo y fue quien pensó en ella para completar la banda.
Se la puede escuchar en la primera versión de la canción "No, it isn't" de +44 y también en "Make you smile", también en los coros de "Weatherman", en las que canta junto con Mark Hoppus.
Hoppus reconoció que Carol ya no formaba parte de la banda, pues ella misma pensó que era mejor para ella ya que tenía que ocuparse de su otra banda y de su familia. Carol fue sustituida por Craig Fairbaugh y Shane Gallagher.